# بینولا (ویرجینیای غربی)
بینولا (به انگلیسی: Binola) یک منطقهٔ مسکونی در ایالات متحده آمریکا است که در شهرستان وود، ویرجینیای غربی واقع شده‌است. بینولا ۱۸۰٫۱۴ متر بالاتر از سطح دریا واقع شده‌است.